# Pegadomyia nana
Pegadomyia nana är en tvåvingeart som beskrevs av Rozkosny och Kovac 2008. Pegadomyia nana ingår i släktet Pegadomyia och familjen vapenflugor.
Artens utbredningsområde är Laos. Inga underarter finns listade i Catalogue of Life.